# Airi (Vittangi)
De Airi, Zweeds: Airijoki, is een beek in het noorden van Zweden, stroomt door de gemeente Kiruna en is ongeveer 13 kilometer lang. De beek zorgt voor de afwatering van de meren Airijärvi, dat op 300 meter ligt, en Lettojärvi en stroomt om de heuvel Airivaara heen.
afwatering: Airi → Vittangirivier → Torne älv → Botnische Golf